# Tommy LiPuma
Tommy LiPuma era un productor musical estadounidense nacido el 5 de julio de 1936. En su larga carrera ha trabajado para músicos tan importantes como Miles Davis, Claudine Longet, The Yellowjackets, Michael Franks, Paul McCartney y Diana Krall también produjo en 1976 el álbum Breezin'  y In Flight 1977 de George Benson, al pianista Joe Sample de The Crusaders y al guitarrista argentino Luis Salinas.
Ha sido nominado varias veces para los premios Grammy y ha ganado varios de ellos. Fue el presidente de la productora y sello discográfico Verve Music. Falleció el lunes 13 de marzo de 2017, después de una breve enfermedad.